# Jaime Castañeda
Jaime Alberto Castañeda Ortega (nascido em 29 de outubro de 1986) é um ciclista profissional colombiano que compete na categoria UCI Continental para a equipe EPM-UNE-Área Metropolitana.